# Bomba Relógio
"Bomba Relógio" é uma canção da cantora brasileira Luísa Sonza com o cantor compatriota Vitão. Seu lançamento ocorreu em 25 de setembro de 2019, através da Universal Music, servindo como quarto single do álbum de estréia de Luísa, Pandora (2019).

## Vídeo musical
O clipe da música foi lançado em 25 de setembro de 2019. O clipe foi gravado em São Paulo no dia 6 de setembro de 2019. Luísa Sonza e Vitão dançam em torno de uma contagem regressiva no clipe de Bomba Relógio. O vídeo tem início com uma contagem digital com a duração do clipe. No decorrer do vídeo, os cantores aparecem na maior química dançando em um ambiente repleto de jogo de luzes.

## Históricos de lançamentos
| Região | Data                | Formato                    | Gravadora | Ref   |
| ------ | ------------------- | -------------------------- | --------- | ----- |
| Mundo  | 14 de junho de 2019 | download digital streaming | Universal | [ 9 ] |